# سیارک ۱۹۴۹۶
سیارک ۱۹۴۹۶ (به انگلیسی: 19496 Josephbarone، نامگذاری:1998KC32) نوزده هزار و چهارصد و نود و ششمین سیارک کشف شده‌است که در ۲۲ مه ۱۹۹۸ کشف شد.
قدر مطلق سیارک برابر ۱۴.۱ است.